# Saint-Léger-sur-Bresle
Saint-Léger-sur-Bresle is een gemeente in het Franse departement Somme (regio Hauts-de-France) en telt 83 inwoners (2009). De plaats maakt deel uit van het arrondissement Amiens.

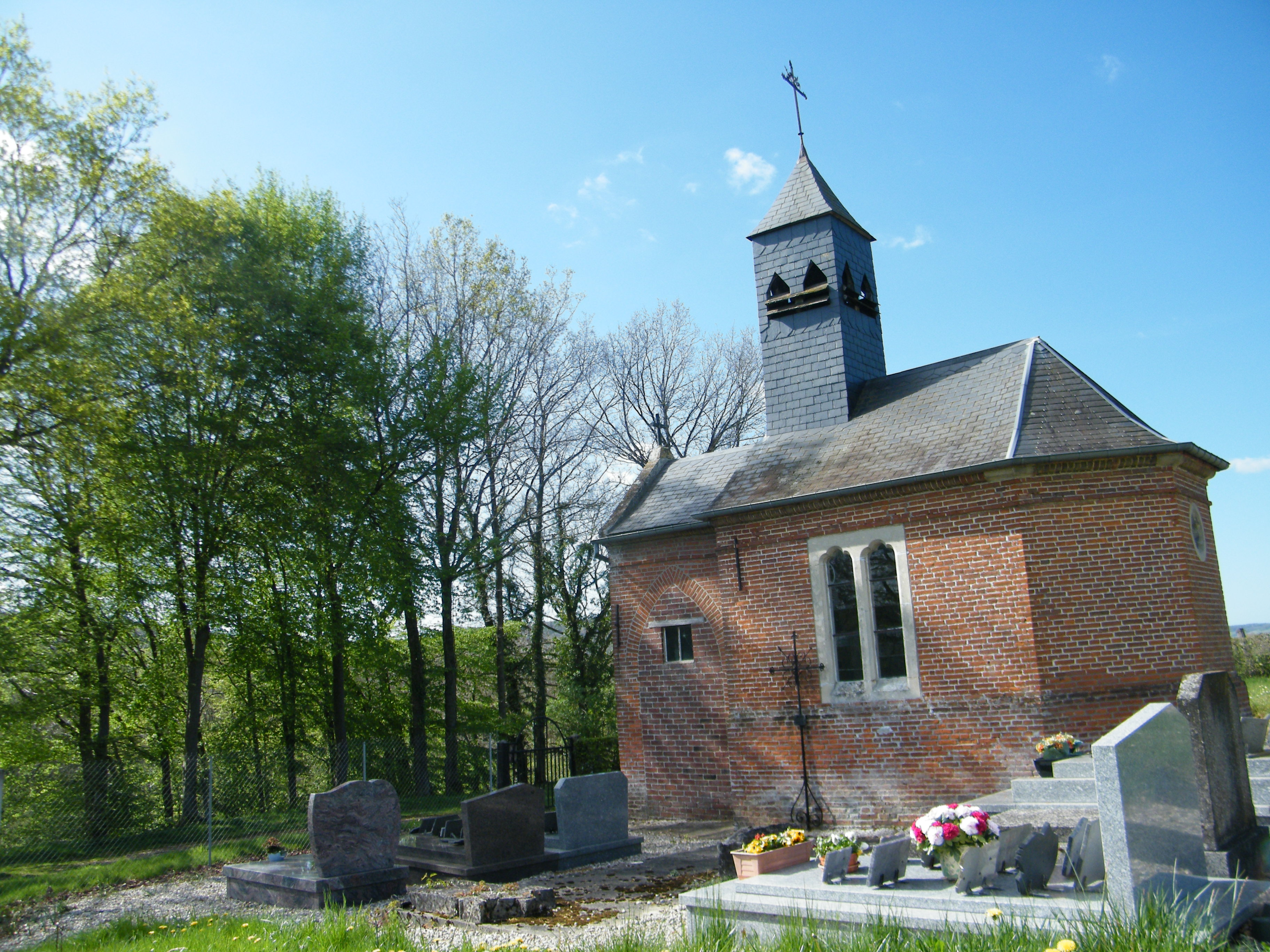
Kapel bij Saint-Léger-sur-Bresle
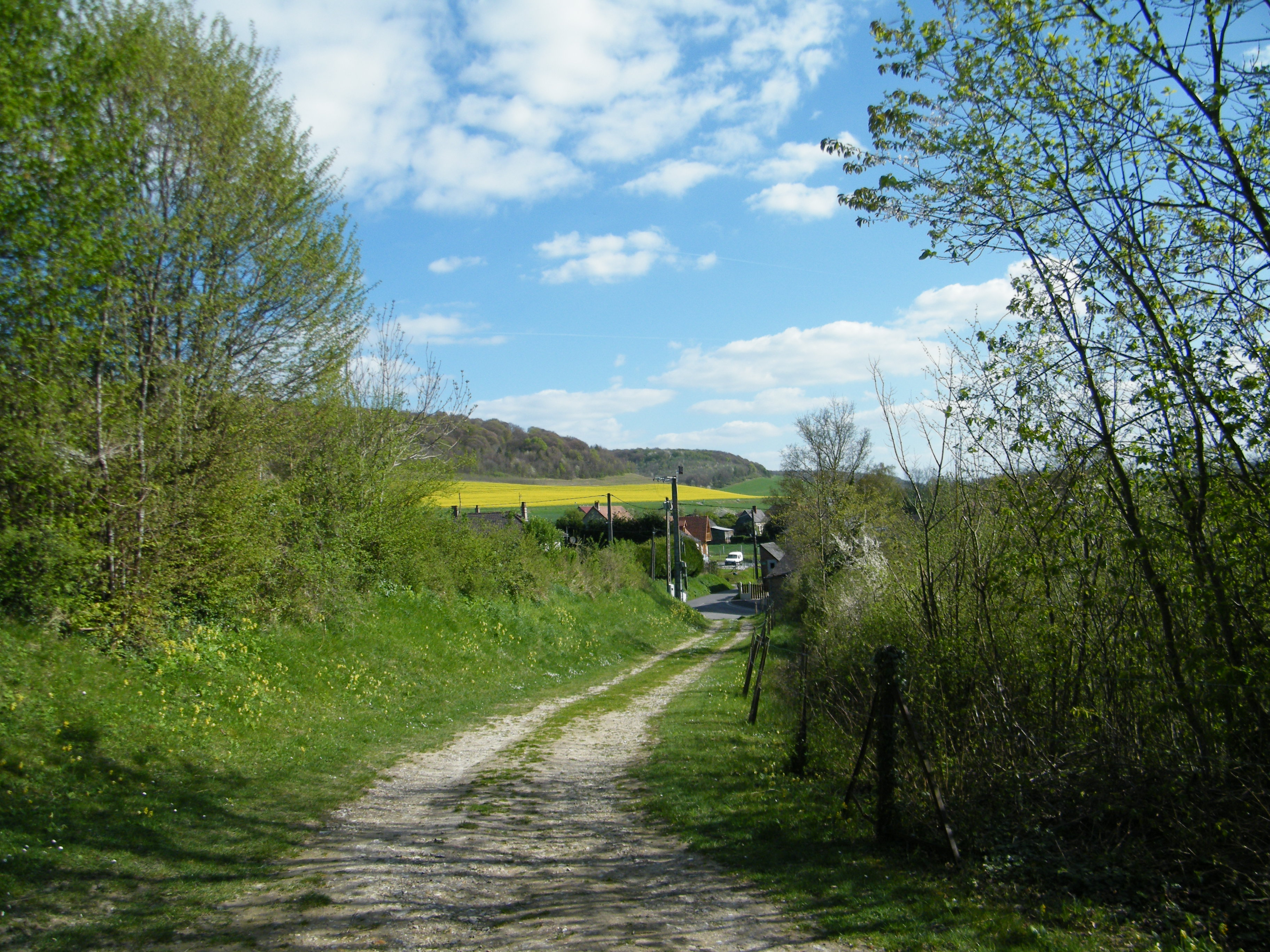
Saint-Léger-sur-Bresle
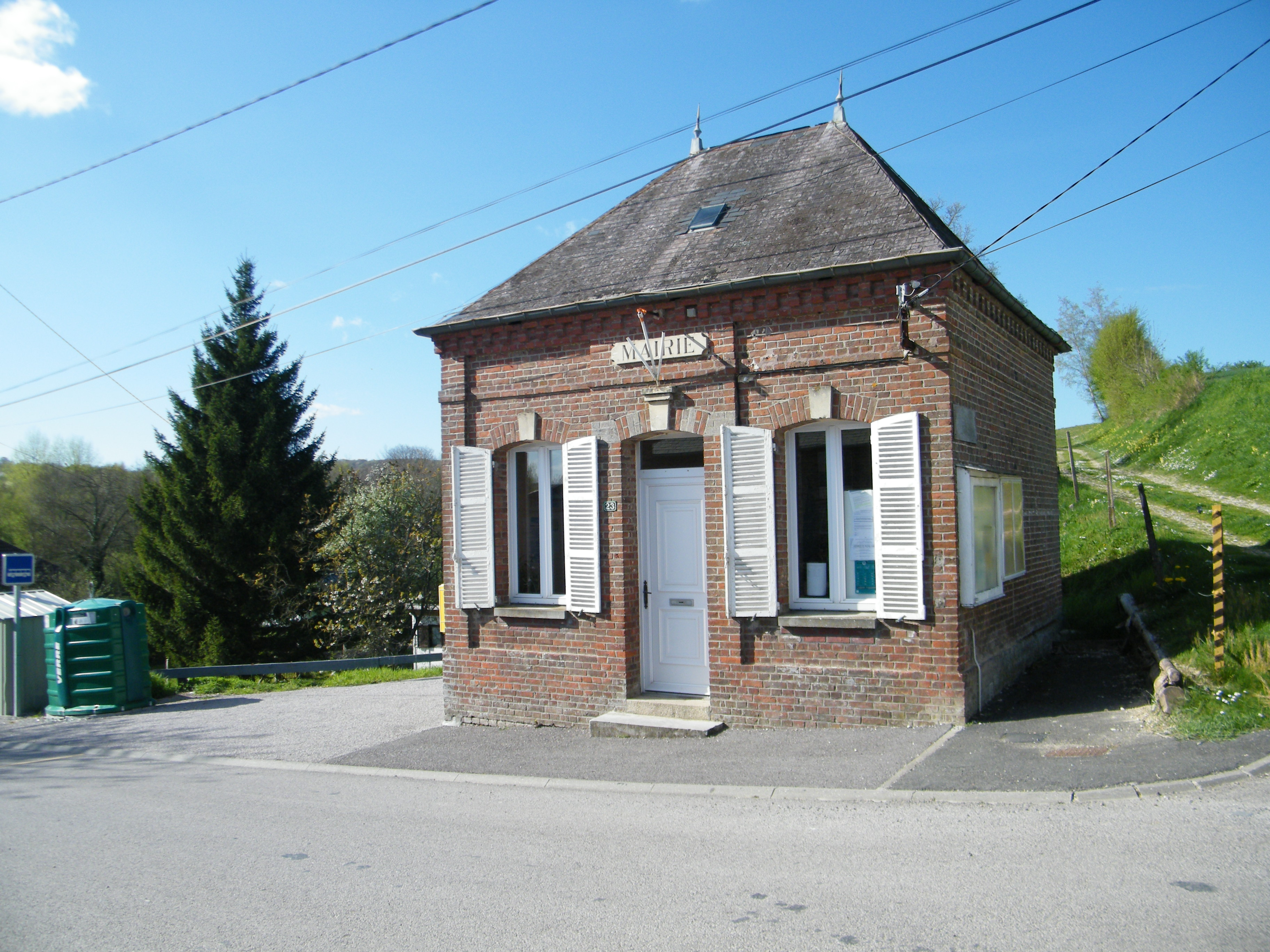
Gemeentehuis

## Geografie
De oppervlakte van Saint-Léger-sur-Bresle bedraagt 1,1 km², de bevolkingsdichtheid is dus 75,5 inwoners per km².
De onderstaande kaart toont de ligging van Saint-Léger-sur-Bresle met de belangrijkste infrastructuur en aangrenzende gemeenten.

## Demografie
Onderstaande figuur toont het verloop van het inwonertal (bron: INSEE-tellingen).